# Kimi ni Todoke
Kimi ni Todoke (em japonês: 君に届け; romaniz.: Kimi ni Todoke; conhecido no Brasil como Que Chegue a Você: Kimi ni Todoke) é um mangá shoujo criado por Karuho Shiina. É publicado na revista Bessatsu Margaret da Shueisha desde 2005 e foi compilado em 26 volumes tankōbon. Em 2008, ganhou o título de Melhor Mangá Shōjo no 32º Prêmio Mangá Kodansha. A série também foi nomeada no primeiro prêmio Manga Taisho em 2008. Duas adaptações para anime foram ao ar no Japão, ambas produzidas pela Production I.G. Um live action foi lançado em 2010, estrelando Mikako Tabe e Haruma Miura.

## História
Sawako Kuronuma — apelidada de Sadako por seus colegas de classe, por sua semelhança com a personagem do filme Ringu — sempre foi temida e incompreendida por causa de sua aparência; os boatos na escola diziam que ela seria capaz de ver fantasmas e amaldiçoar pessoas. Porém, apesar da sua aparência assustadora, ela é, na verdade, uma garota muito gentil e tímida, que só gostaria de fazer amigos e ser admirada pelos outros. Quando o seu ídolo, o popular Kazehaya, começa a falar com ela, tudo muda. Ela começa a fazer novos amigos e a conversar com pessoas diferentes. Eventualmente, ela e Kazehaya lentamente se apaixonam, enquanto têm que superar diversos obstáculos em seus caminhos.

## Personagens
- Sawako "Sadako" Kuronuma (em japonês: 黒沼 爽子; romaniz.: Kuronuma Sawako)

Dubladora: Mamiko Noto (anime), Mikako Tabe (live-action)
Sawako é uma garota tímida e honesta que quer fazer amigos, mas sua semelhança com a personagem Sadako Yamamura de um filme de terror torna isso difícil. Por ser bastante reservada, seus colegas de classes acham que seu nome é "Sadako" e ela não faz questão de corrigi-los. Ela é baixa – uma característica herdada do seu pai, que tem 160 cm de altura –, mas durante uma partida de futebol no festival de esportes da escola, é revelado que ela correr bem rápido, a ponto das pessoas acreditarem que ela estava se teletransportando.
Sawako sempre desejou ter amigos e ser aceita, e graças a bondade de Kazehaya, ela começa a se abrir com seus colegas de classe e falar com diferentes pessoas. Ela é eternamente grata a Kazehaya e o idolatra por ter lhe dado a oportunidade de fazer tantos amigos.
Quando Kazehaya confessa seus sentimentos para Sawako, ela pensa que é apenas um mal entendido e que ele simplesmente gosta dela como uma amiga.[cap. 34-35] Depois de tudo ser esclarecido, o casal começa oficialmente a namorar, enquanto boatos de que Sawako usou mágica negra nele se espalham.[cap. 40] Ela ouve o seu colega de classe perguntando se Shota e ela estão namorando sério e ela se fica confusa quanto o relacionamento.[cap. 71] Após Shota se afastar para pegar seu casaco, ela chora e admite que quer ficar com ele, perguntando se ele ainda é apaixonado por ela. Em choque, Shota a beija quatro vezes.
- Shota Kazehaya (em japonês: 風早 翔太; romaniz.: Kazehaya Shōta)

Dublador: Daisuke Namikawa (anime), Haruma Miura (live-action)
Kazehaya é o colega de classe extrovertido e amigável de Sawako, além de ser seu ídolo. Ele é bastante popular, a ponto das garotas criarem uma aliança chamada "Kazehaya É de Todo Mundo", a fim de manter a ordem entre suas admiradoras.
Kazehaya se apaixona por Sawako um pouco depois de conhecê-la e admite seus sentimentos, sem saber que ela sente o mesmo por ele.[cap. 17,44] Durante seu segundo ano no colegial, ele começa a se perguntar se ela realmente gosta dele, depois de não receber os chocolates do Dia dos Namorados dela, não sabendo que ela não os deu por estar nervosa.[cap. 30,46] Nesse período de dúvida, ele fica bastante deprimido e  inexpressivo. Após ser confrontado por Ryu e Pin, ele vai até Sawako e confessa seus sentimentos a ela.[cap. 34] No entanto, Sawako entende errado sua confissão, acreditando que ele a rejeitou. Após um tempo, ele novamente se confessa a ela e eles começam a namorar oficialmente.[cap. 40]
- Ayane Yano (em japonês: 矢野 あやね; romaniz.: Yano Ayane)

Seiyū: Miyuki Sawashiro (anime), Natsuna  (live-action)
Tipo sanguíneo: AB
Aniversário: 3 de Março
Signo: Peixes
Altura: 161 cm
Peso: 47 kg
- Chizuru Yoshida (em japonês: 吉田 千鶴; romaniz.: Yoshida Chizuru)

Seiyū: Yuko Sanpei (anime), Misako Renbutsu (live-action)
Tipo sanguíneo: A
Aniversário: 1 de Junho
Signo: Gêmeos
Altura: 167 cm
Peso: 53 kg
- Ryu Sanada (em japonês: 真田 龍; romaniz.: Sanada Ryū)

Seiyū: Yuichi Nakamura (anime), Haru Aoyama (live-action)
Tipo sanguíneo: B
Aniversário: 2 de Dezembro
Signo: Sagitário
Altura: 179 cm
Peso: 75 kg
- Kazuichi Arai "Pin" (em japonês: 荒井 一市; romaniz.: Arai Kazuichi)

Seiyū: Yuuki Ono (anime), Arata (live-action)
Tipo sanguíneo: B
Aniversário: 25 de Julho
Signo: Leão
Altura: 193 cm
Peso: 88 kg
- Ume Kurumizawa (em japonês: 胡桃沢 梅; romaniz.: Kurumisawa Ume)

Seiyū: Aya Hirano (anime), Mirei Kiritani (live-action)
Tipo sanguíneo: AB
Aniversário: 16 de Setembro
Signo: Virgem
- Kento Miura (em japonês: 三浦 健人; romaniz.: Miura Kento)

Seiyū: Mamoru Miyano (anime)
Tipo sanguíneo: A
Aniversário: 6 de Fevereiro
Signo: Aquário
- Tomoko "Tomo-chan" Endo (em japonês: 遠藤 朋子; romaniz.: Endō Tomoko)

Seiyū: Miho Miyagawa (anime)
- Eriko "Ekko" Hirano em japonês: 平野 依里子; romaniz.: Hirano Eriko

Seiyū: Mayuki Makiguchi (anime)
- Tooru Sanada em japonês: 真田 徹; romaniz.: Sanada Tōru

- Yoshiyuki Arai "Zen" em japonês: 荒井 善行; romaniz.: Arai Yoshiyuki

- Soichi Jonouchi em japonês: 城ノ内 宗一; romaniz.: Jōnouchi Sōichi

## Mídia

### Mangá
Originalmente foi planejado para ser um one-shot da obra anterior da autora, Crazy For You, mas depois ela decidiu expandir a história e torná-la uma série completa. Kimi ni Todoke é lançado no Japão na revista Bessatsu Margaret da editora Shueisha desde setembro de 2005. Foi compilado em 23 volumes até 23 de janeiro de 2015. A série entrou em hiatus em março de 2009 para a autora ter um filho; a publicação retornou na edição de outubro. A série é licenciada pela Viz Media na América do Norte. No Brasil, é licenciada pela Panini.

### Light novels
Kimi ni Todoke foi adaptado em duas séries de light novels lançadas no Japão  pela editora Shueisha sob as marcas Cobalt e Mirai Bunko. Sete volumes foram lançados sob a marca Cobalt; o primeiro volume foi lançado em 1 de agosto de 2007 e o mais recente em 1 de março de 2012.
Um volume separado foi lançado em 11 de setembro de 2009. O volume preencheu o lugar do mangá na revista Bessatsu Margaret, enquanto Shiin estava afastada devido a gravidez; ele contém a história do primeiro encontro de Kazehaya e Sawako, antes dos eventos do mangá.

### Anime
A primeira temporada do anime foi ao ar entre outubro de 2009 e março de 2010. O tema de abertura é "Kimi ni Todoke'" Kimi ni Todoke (きみにとどけ), por Tomofumi Tanizawa, enquanto o tema de encerramento é "Kataomoi"Kataomoi (片想い) por Chara. A segunda temporada foi anunciada na edição de novembro de 2010 da revista Betsuma Margaret. Ela foi ao ar no Japão entre janeiro e março de 2011. O tema de abertura é "Sawakaze"Sawakaze (爽風), por Tomofumi Tanizawa e o tema de encerramento é "Kimi ni Todoke..."Kimi ni Todoke... (君に届け...), por MAY'S.  Ambas temporadas foram produzidas pelo estúdio Production I.G. e dirigidas por Hiro Kaburagi. A música foi feita por S.E.N.S. Project. A NIS America anunciou no Anime Expo de 2011 que tinha adquirido a licença da primeira temporada de Kimi ni Todoke, que foi lançada em Blu-ray e DVD em 10 de janeiro de 2012.Recentemente, a Netflix do Japão anunciou a terceira temporada do anime, após 12 anos da estreia da segunda temporada.

### Filme
Na edição de fevereiro de 2010 da revista Bessatsu Margaret foi anunciado que uma adaptação para filme live-action da série tinha sido aprovada. Mikako Tabe e Haruma Miura estrelaram o filme, que foi lançado no Japão em 25 de setembro de 2010, sendo dirigido por Naoto Kumazawa. A música tema do filme é "Kimi ni Todoke" (君に届け) por flumpool. O filme foi lançado em Blu-ray e DVD em 11 de março de 2011.

## Premiações
Prêmio de melhor Shōjo Manga em 2008 no 32º Anual Prêmio de Mangá Kōdansha